# Исаханлы, Гамлет Абдулла оглы
Гамлет Абдулла оглы Исаев (азерб. Hamlet Abdulla oğlu İsaxanlı; груз. ჰამლეტ ისაევი;) (род. 1 марта 1948 года, в селе Косалы, возле Гардабани, Грузия) — азербайджанский математик, поэт, автор работ по гуманитарным и социальным наукам, общественный деятель, основатель Университета Хазар в Баку. Его основные работы по математике печатались под именем Г. А. Исаев на русском и в формах Н. A. Isayev, G. A. Isaev, и т.д на английском. На сегодняшний день он более известен как Гамлет Исаханлы, так как все свои научные труды вне математики и свои поэтические сборники опубликовал под этим именем.
Гамлет Исаханлы известен благодаря своей научной, научно-организационной, общественной и литературной деятельности. Он также является учредителем школы «Дунья» (Dünya) и издательства в Баку. В 2012-2013 году он стал одним из пяти учредителей Евразийской Академии. 
Его научно-критический подход к проблемам реформ системы образования стран с переходной экономикой и личный вклад в реализации собственных идей повлияли на мысль и действия организаторов науки и образования, политиков и общества в целом.
Гамлет Исаханлы поднимает свой голос против радикального консерватизма и несправедливости; он популярен как глас общества. Считается полиматом, то есть многосторонним учёным-энциклопедистом.

## Краткая хроника
Гамлет Абдулла оглы Исаев (Исаханлы) родился 1 марта 1948 г. в селе Косалы Гардабанского района Грузии. В 1965 году окончил среднюю школу с золотой медалью. В 1970 году окончил с отличием механико-математический факультет Азгосуниверситета (ныне Бакинский государственный университет). В 1970—1973 годах учился в аспирантуре Института математики и механики Академии наук Азербайджана с прохождением полного срока аспирантуры в Московском государственном университете (МГУ) им. М. В. Ломоносова. В 1973 году защитил кандидатскую диссертацию на соискание учёной степени кандидата физико-математических наук. В 1973—1988 годах вёл исследования в механико-математическом Институте АН Азербайджана, МГУ им. М. В. Ломоносова, Математическом институте им. В. И. Стеклова АН СССР, написал фундаментальные работы в различных областях математики. В 1983 году в Институте математики им. В. И. Стеклова защитил диссертацию на соискание учёной степени доктора физико-математических наук.
В 1990 −1991 годах вёл работу по созданию нового учебного заведения и на основании решения Кабинета Министров Азербайджанской Республики основал Университет Хазар впоследствии получивший известность на международной арене. Этот университет, ректором которого до сих пор является Г.Исаханлы, ныне признанный очаг науки, образования и культуры.
Научное творчество профессора Гамлета Исаева (Исаханлы) богатое и многостороннее. В математических кругах он известен как Гамлет Исаев (Г. А. Исаев). Фамилия Исаханлы используется им в поэтическом творчестве, а также в исследованиях, проводимых в области гуманитарных и социальных наук. Является автором сотни статей, а также монографий и учебников по математике, социально-гуманитарным наукам, истории науки и образования, истории литературы, культуры и цивилизаций, теории и истории перевода, … Редактор ряда научных и научно-популярных журналов, сборников и монографий, учебников и словарей. Выступал с научными докладами во многих странах мира.
Для полного списка опубликованных трудов до 2009 года, а также для общей информации см.

## Учёный-математик

Семинар под руководством Гамлета Исаева (Исаханлы). В гостях два канадских математика (справа и слева от Г. Исаева). Баку, 1987

Доктор физико-математических наук, профессор Гамлет Исаев (Исаханлы) внёс в математическую науку новые понятия, создал математические теории, что принесли ему известность. Как учёный-математик, он ещё во времена Советского Союза читал лекции, издавал свои статьи и работал на западе. Молодые учёные, защитившие диссертации под его руководством, в настоящее время успешно работают в США, России, Израиле, Турции, Азербайджане и других странах. Научно-исследовательские работы Гамлета Исаева были включены в списки наилучших научных работ ежегодных отчётов Академии Наук СССР и получили высокую оценку известных русских и зарубежных математиков.
Молодой учёный провёл исследования в области спектральной теории несамосопряжённых операторов, числовой области конечномерных и бесконечномерных операторов. Ему принадлежит изящный метод оценки резольвенты операторных пучков на основе распределения корней квадратичной формы. Получил интересные результаты о полноте системы собственных и присоединенных векторов несамосопряженных оператор-функций. «Метод спуска», разработанный Г. А. Исаевым и его учениками, позволил решить известную проблему — дать описание числовой области в произвольных конечномерных пространствах с точностью до явно выписываемой гомотопии на языке элементов матричного представления. Далее он занимался многопараметрической спектральной теорией, вытекающей из математической физики и квантовой механики, и считавшейся видными учёными довольно сложным, но весьма интересным направлением современной математики. Особенно стоит остановиться на теореме Г. А. Исаева о разложении по собственным функциям многопараметрических сингулярных дифференциальных операторов произвольного порядка. Г. А. Исаевым и его учениками предложена важная процедура эффективного построения совместных спектральных мер применением многомерного комплексного анализа, также им удалось свести изучения многопараметрических задач к спектру Дж. Тейлора (J. Taylor) разделяющей системы операторов, тем самым исследовать фредгольмовость и индекс многопараметрических систем операторов. Его научные труды по математике и смежным наукам были опубликованы на английском и русском языках в авторитетных научных журналах, изданных в Америке, Европе и Советском Союзе.
Работающие в области многопараметрической спектральной теории математики. среди них патриарх этого направления профессор университета Торонто Фредерик Аткинсон (F. Atkinson), профессора Калгарского университета П. Браун (P.J.Browne) и П. Байндинг (P. Binding) проявили большой интерес к работам молодого в то время азербайджанского учёного, пригласили Гамлета Исаева в Канаду (1985-87). Это было началом его многочисленных поездок сначала как учёного-математика, а потом как исследователя гуманитарных и социальных наук, теории и истории науки и образования, поэта и наконец, как основателя и ректора университета Хазар.
Профессор Ф. В. Аткинсон (Университет Торонто):
«Ценнейшие результаты в области многопараметрической спектральной теории получили за последние годы Гамлет Исаев и его ученики. Смело и с уверенностью можно сказать, что он является одним из создателей современной многопараметрической спектральной теории».
Профессор Левитан, Борис Моисеевич (Лауреат Ленинской премии):
«Г. А. Исаев — первый математик в Советском Союзе, который системно проводил исследования в области многопараметрической спектральной теории и получил ценнейшие результаты».
Профессор Садовничий, Виктор Антонович (ректор МГУ им. Ломоносова):
«Я написал ряд отзывов на статьи в этой области. Могу с уверенностью сказать, что научные результаты, полученные Г. А. Исаевым, оставили далеко позади соответствующие работы зарубежных ученых».
Профессор Лидский, Виктор Борисович (Лауреат Ленинской премии): (из отзыва на кандидатскую диссертацию молодого Гамлета Исаева)
«…Автор создал замечательный математический метод в теории одного класса несамосопряжённых операторов… Г. Исаев добился больших результатов, и они явно превышают требования, предъявляемые к кандидатским диссертациям».

## Поэзия Гамлета Исаханлы

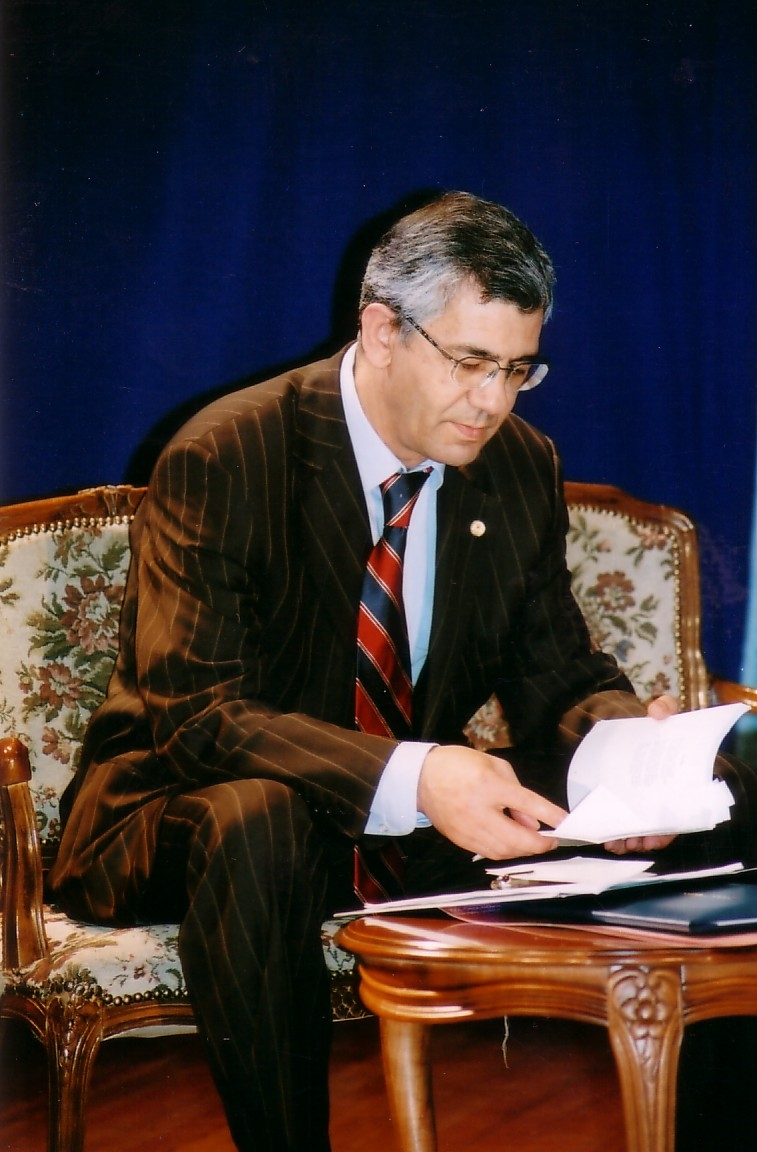
Законник, грамотей, творец и разрушитель,/
Я-суфий, я-дервиш, безумный я сказитель./
Меня поэтом делает любовь,/
А не любовь к стихам, в любви я-небожитель.

«Гамлет Исаханлы (Исаев) широко известен в Азербайджане и за его пределами также как талантливый поэт. Неповторимость и непохожесть поэтического стиля, ясность мысли и логики, ювелирная отделка слова, напевность, органическая согласованность между ритмом и смыслом, между чувственностью и действительностью определяют художественную выразительность творчества Г. Исаханлы. Тонкими красками рисуя переплетение света и тени, трагизм человеческого бытия, он предъявляет нравственные и естетические ценности, проявляет философский оптимизм в поисках гармонии жизни. Искренность чувств и задушевность в сочетании с красотой и ёмкостью поэтических форм делает его также признанным мастером любовной лирики». См.[4] -«От издательства»
Изданные в Азербайджане сборники стихов Гамлета Исаханлы — «Контрасты» (Təzadlar — 2001 г.) и «Это тоже жизнь» (Bu da bir həyatdı −2004 г.) переизданы в Тебризе(Иран) арабскими шрифтами. В том же городе увидела свет ещё одна книга поэта — «Чувства, выраженные стихами» (Şerə dönən duyğular — 2003 г.). Далее в Азербайджане изданы ещё два поэтических сборника поэта — «Четверостишья» (Dördlüklər — 2007)и «Паломничество» (Ziyarət — 2009). В Тбилиси была представлена на суд читателей книга «Поэзия жизни» (Ситотхлис поэзиа — 2004 г.) на грузинском языке и она заслужила симпатию любителей поэзии. В Пекине- Китае (2009) издана книга «Стихотворения» поэта 咍姆雷特诗迭/(阿塞) 咍姆雷特.伊萨赞里著; 陈子慕译.一北京:中央编译岀版社. Наконец, в Московском издельстве «ИзографЪ» издана «Контрасты. Книга стихотворений» (2006) в переводе с оригинала на русский Аллы Ахундовой.
Стихи Г. Исаханлы переведены также на английский (см. например: «Poetry of Azerbaijan. A Drop in the Ocean». Pakistan, Leaf Publications, 2010), немецкий, украинский (см. Поезія. «Всесвит» (Review of World Literature), 11-12, Kiev, 2014; стр.30-32), турецкий (Hazana Övgü. IQ Kültür Sanat Yayınсılık, İstanbul, 2014), персидский, финский (см. «Olen Helmi Simpukassa». ntamo, 2014), эстонский и другие языки.
Его поэзия привлекла внимание известных азербайджанских композиторов, песни и музыкальные постановления на слова Г. Исаханлы исполняются видными мастерами музыкального и театрального искусства.
Гамлет Исаханлы перевёл с русского, английского и французского на азербайджанский стихи таких известных поэтов, как В. А. Жуковский, Ф. И. Тютчев, А. А. Фет, Н. С. Гумилёв, А. А. Ахматова, С. А. Есенин, Е. А. Баратынский, Дж. Г. Байрон, У. Блейк, Р. Геррик, Ж. Нерваль и др.
Джамал Мустафаев (профессор, доктор философских наук, заслуженный деятель науки):
«Чем объясняется столь широкий резонанс поэзии Гамлета Исаханлы? На этот вопрос можно ответить коротко: оригинальностью поэтической мысли и художественными поисками в различных жанрах. Как раскрыть секреты его творчества? Поэт Гамлет Исаханлы обладает искусством выразить ёмкие мысли немногими словами.
Гамлет Исаханлы привязан к своему народу духовными нитями. Он действительно обладает чересчур чувствительной душой, это личность, привязанная к природе и людям. Умение остро ощущать контрастные явления природы и пропускать через себя трагические события является высоким человеческим качеством и тонкостью души, присущей поэтам.
Переводы Гамлета Исаханлы с других языков прекрасно звучат на азербайджанском языке. Они непременно понравятся всем тем, кто чувствует тонкость и поэтическое значение слова..
Круг интересов Гамлета Исаханлы необычайно широк. Он соединил в себе единство рационального мышления с духовной культурой. Он извлекает большую пользу из европейской, восточной, русской научной и художественной мысли. Это не отрывает его от своих корней, наоборот, обусловливает глубокое понимание нашей духовной сущности.
В беседах с ним ощущаешь его глубокий и тонкий эстетический вкус». .

## Исследователь в области гуманитарных и социальных наук

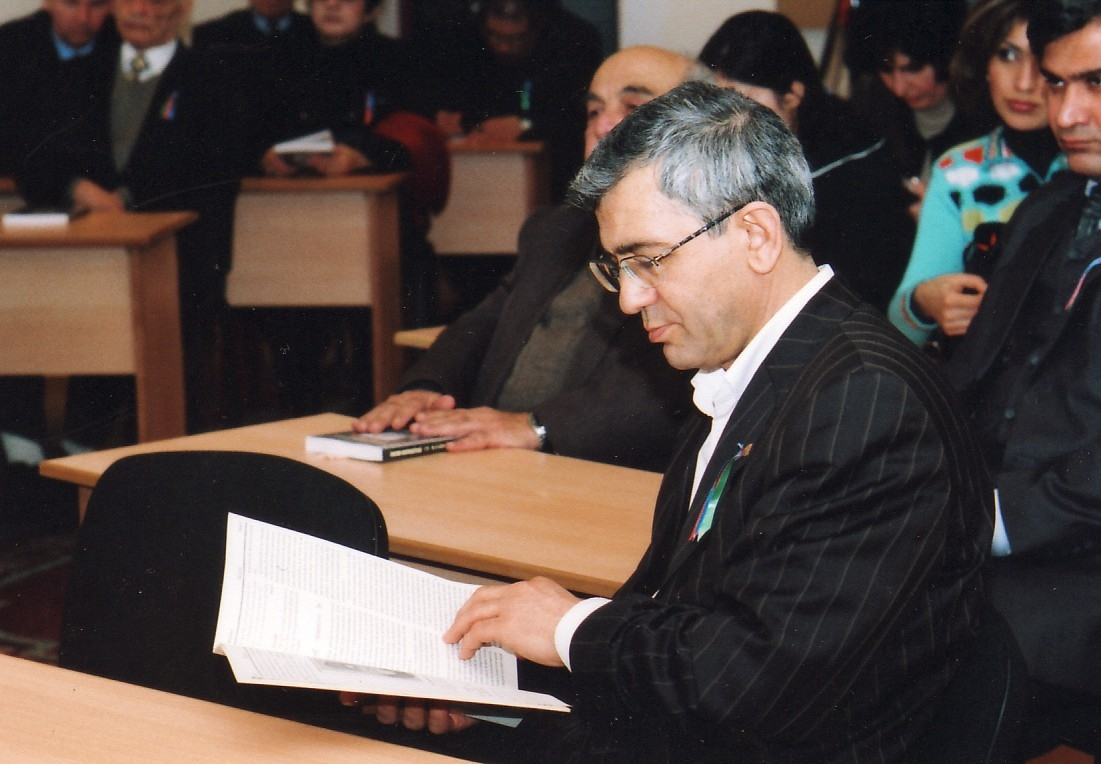
Сколько в мире тайн? Считаем…/ Книги умные читаем…/ На природу уповаем,/ Истиной не дорожим…/ Этот мир-непостижим!

Исследования в областях гуманитарных и социальных наук занимают важное место в его творчестве. Он является автором многочисленных статей и книг, посвящённых истории науки и образования, литературы и культуры, цивилизации ислама, теории и истории перевода, философии истории, философии и политики образования. Эти работы, а также выступления на международных форумах Европы, Америки, Азии и Африки принесли Гамлету Исаханлы известность.
Гамлет Исаханлы как один из авторов и ко-редактор работает над крупным проектом составления и издания 6-томного Большого хазаровского англо-азербайджанского словаря; 3 тома словаря уже вышли в свет. Эта работа, по-видимому, принадлежит к числу достижений Азербайджанской науки и культуры. Следует отметить заслуги Г. Исаханлы в области истории и теории перевода; его работа «Поэтический перевод. Поиск гармонии и красоты внутри ограниченных рамок» получил одобрение специалистов. Г. Исаханлы является одним из авторов учебного пособия «Азербайджанский язык для иностранцев»
Интеграция азербайджанской системы образования в международную начала осуществляться в частности благодаря его научно-просветительской деятельности. Он был избран членом Комиссии по образованию при Президенте Азербайджанской Республики.
Г. Исаханлы является составителем и редактором многочисленных книг, антологий, переводов, трудов конференций, а также главный редактором и научно-популярного и художественно-публицистического трёх-язычного журнала «Вести Хазара» («XəzərXəbər», «Khazar View»), научного журнала «Journal of Azerbaijani Studies» («Khazar Journal of Humanities and Social Sciences» -начиная с 2011 года);
Он — учредитель журнала «Археология Азербайджана» и член ред-коллегий разных изданий> .

## Организатор науки и образования

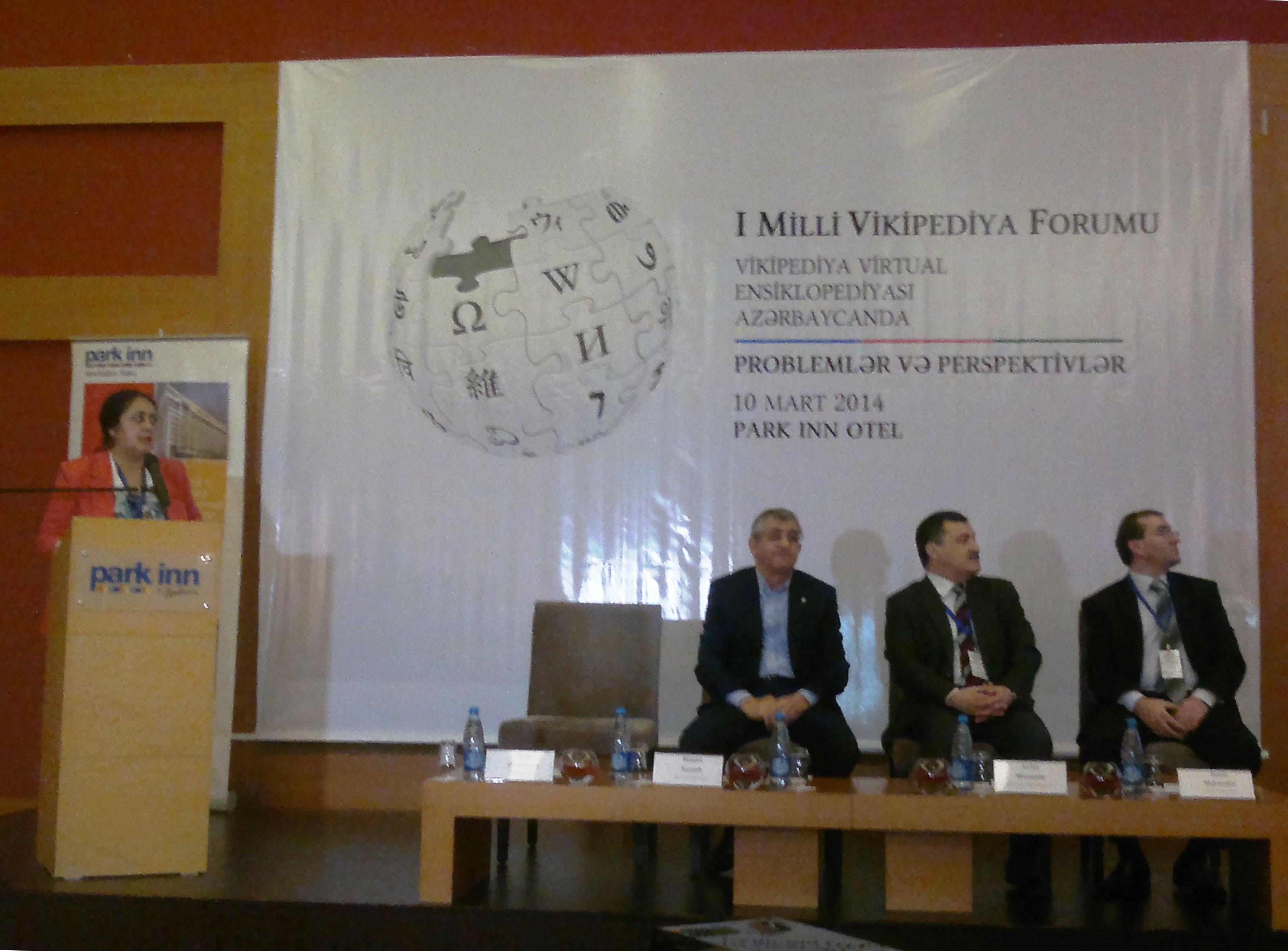
Гамлет Исаханлы (третий справа) во время первого национального форума википедистов в Баку. 10 марта 2014 года

Профессор Гамлет Исаев (Исаханлы) в 1990—1991 годах в бывшем Советском Союзе основал первый частный (или один из первых частных вузов) англоязычный университет Хазар, получивший известность среди азербайджанских вузов. Университет Хазар готовит специалистов по естественным наукам и инженерным специальностям, экономике и управлению, социально-политическим и гуманитарным наукам, педагогическим специальностям. В Университете царит атмосфера интеллектуального, духовного общения, объективности, дисциплины и порядка.
Идеи образования и обучения, известные с 1999 года в Европе как Болонский процесс, ещё задолго до этого на примере Университета Хазар нашли своё применение в Азербайджане.
Иностранные студенты и зарубежные специалисты вносят вклад в многонациональный культурный облик университета. В свою очередь, студенты этого университета продолжают свою учёбу в вузах других стран, а выпускники работают на разных континентах. Не только выпускники, но и студенты старших курсов имеют возможность заключить выгодный контракт с работодателями — в большингстве случаев международными компаниями. В издательстве Университета Хазар выпускаются книги, журналы, сборники научных и художественных работ.
Университет Хазар за годы своей деятельности стал центром культуры, искусства, спорта. Ансамбль песни и пляски Университета Хазар успешно выступал на фестивалях в Европе, Грузии, Турции, арабских странах, завоевав высоких наград. Футбольная, баскетбольная, шахматная и другие команды Университета Хазар отличились внутри страны и на международных соревнованиях.
Созидательная деятельность Гамлета Исаханлы относится и к системе среднего образования. Его идеи воплощены в школе «Dünya Məktəbi» при Университете Хазар. Школа «Dünya»(«Мир») начиная с 2009 года является членом международной сети школ IBO
.
Образ Гамлета Исаханлы нашёл своё изображение в различных рисунках, мозаиках и в работах коврового искусства.

## Награды и признание
За успехи в сферах науки, образования и поэтического творчества удостоен многих наград, избран членом известных международных организаций (лист неполный):
î Лауреат премии им. Юсифа Мамедалиева (1994) — за заслуги в науке и образовании
î Сопредседатель Совета ректоров Азербайджанской Республики (с 1996 года поныне)
î Член Совета директоров Кавказского отделения Евразия (фонд) (Фонда Евразии) (США) (1997—1999)
î Член Правления Института Открытого Общества (фонд Сороса), Азербайджан (1998—2002)
î Президент футбольной команды «Университет Хазар», выступавшего в высшей лиге Азерб чемпионата (1997—2004)
î Член Исполнительного комитета Ассоциации футбольных федераций Азербайджана (2000—2006)
î Президент Ассоциации частных университетов Азербайджана (с 2001 года поныне)
î Действительный член Международной Академии Наук (Международная Академия Наук (Здоровье и Экология))) (2002) — Международного совета научного развития/Международной Академии Наук (ICSD/IAS)
î Лауреат премии «Золотое перо» (2004) — за заслуги в поэтическом искусстве и публицистике
î Лауреат премии им. Самед Вургун (2005) — за заслуги в развитии культуры и литературы Азербайджана
î Действительный член Российской Академии педагогических и социальных наук (2005)
î Член Комиссии по образованию при Президенте Азербайджанской Республики Президент Азербайджана (2005)
î Почётный доктор Евроуниверситета, Таллин, Эстония (2008)
î Первый Витце-Президент, EURAS (Евроазийский Союз Университетов) (2008)
î Лауреат премии им. Джафар Джаббарлы — за заслуги в пропаганде классической и современной Азербайджанской поэзии и в составлении многотомника «Поэзия Любви Азербайджана» (2010)
î Лауреат национальной премии «Хазар» — за заслуги в развитии высшего образования в Азербайджане и в создании университета, соответствующего международным стандартам (2010)
î Соучредитель и член совета директоров Американского фонда «Karabakh Foundation» (www.karabakhfoundation.org) (2010)
î Председатель совета директоров и попечителей университета Хазар (2010)
î Соучредитель фонда «Khazar Education and Research Foundation ASBL», Luxembourg (2012)
î Соучредитель Евразийской Академии, Eurasian Academy (2012)
î Член совета попечителей Фонда Евразийского Сотрудничества, Eurasia Partnership Foundation (2013)

## Род и семья
Гамлет Исаханлы происходит из известного рода Гаджибайрамлинцев (Hacıbayramlı — на азербайджанском).
Дедушка Исахан Гаджибайрамлы, известный как Гачаг (повстанец) Исахан, в 1929 и 1930 годах возглавил вооружённое восстание против советского режима и коллективизации на территории восточной Грузии, где преимущественно жили (и живут) азербайджанцы (тогда «тюрки») и в северной Армении, где тоже жили (и сейчас не живут) азербайджанцы. Своей доблестью и храбростью он остался в памяти не одного поколения. Ашуги и поэты слагали дастаны в честь Гачаг Исахана, жизнь и творчество народного героя отобразились и в научных исследованиях. Его 100-летие было торжественно отмечено в Азербайджане и Грузии. Из архивных материалов известно, что Сталин и Берия опасались восстания возглавляемым Исаханом и натравляли на него вооружённые войска и сыскных агентов. Исахан героически погиб в Джалалоглу (Советское время — Степанаван) в конце лета 1930 г. Бабушка Зейнаб с детьми и родственниками была сослана в Казахстан и Киргизию.
Отец, Абдулла Исаев — с ранней молодости работал преподавателем математики в средней школе села Косалы. Мать Пяриханум — домохозяйка.
Супруга Наиля Исаева -преподавательница русского языка и литературы по образованию, пишет музыку-песни и является директором популярной школы «Dünya» при университета Хазар.
Г. Исаханлы и Н. Исаева (Исаханлы) имеют четверых дочерей В 2015 году одна из дочерей Гамлета Исаханлы - Улькер Исаханлы была избита двумя молодыми людьми в цетре Баку, в Главном управлении полиции города Баку было возбуждено уголовное дело.